# De officiis
El De officiis (Sobre los deberes, o De oficios) es una obra filosófica de Cicerón que trata de los deberes a los cuales cada hombre debe atenerse en cuanto miembro del Estado. Fue compuesta en los últimos meses del año 44 a. C., en menos de cuatro semanas, mientras estuvo en Roma, Pozzuoli y Arpino. Fue su última obra. 
Está estructurada como un tratado de ética práctica, estrictamente ligada a la acción político-social, y tiene un tono preceptístico desconocido en otras obras filosóficas ciceronianas, concebidas en forma de diálogo y con un tono más relativista. Por esto fue leído por muchos estudiosos como el intento de delinear una verdadera y propia moral para la clase dirigente romana, para tratar de impedir que el poder se concentre en una sola persona.

## Orígenes
En 44 a. C. Cicerón estaba todavía políticamente activo, comprometido en el intento de contrarrestar a Antonio con las famosos Filípicas para impedir que las tensiones revolucionarias se apoderasen de la república romana. A pesar de sus esfuerzos, el sistema republicano estaba destinado a caer y acabar así con las esperanzas que habían renacido después del asesinato de Julio César.
El tratado está dedicado y dirigido a su hijo Marco, que en aquel tiempo estudiaba filosofía en Atenas. Es igualmente probable que Cicerón tuviese en mente dirigirse a un público más numeroso.
De officiis fue definido como un esfuerzo de definir los ideales de la moral pública. Su autor, en muchos pasajes, se muestra crítico hacia el dictador apenas salido de escena, Julio César, y hacia su dictadura.
La obra, inspirada en un trabajo análogo del estoico del siglo II a. C. Panecio, está dividida en tres libros y, a pesar del carácter ecléctico del pensamiento de Cicerón, sigue a su modelo en los dos primeros.
En el primer libro discute lo que es honorable, lo honestum, el bien moral, en relación con el cual se estableces los deberes u obligaciones, es decir los comportamientos moralmente válidos; se desarrolla en cuatro virtudes fundamentales: sabiduría, justicia, templanza, magnanimidad; el segundo trata sobre lo conveniente o útil, y procura establecer que las obligaciones o deberes establecidos según este criterio son los mismos que en el libro precedente para lo honorable. Finalmente, en el tercer y más personal último libro trata del conflicto entre lo honorable y lo conveniente o útil, que, a su juicio, son una y la misma cosa, e intenta orientar en los casos en que ambas cosas entran en conflicto o contradicción. Afirma que la ausencia de derechos políticos corrompe virtudes morales y propone la existencia de una ley natural eterna e inmutable que gobierna a absolutamente todos los seres humanos y a los dioses por igual, estableciendo los fundamentos del iusnaturalismo. 
Cicerón replantea las concepciones filosóficas helenísticas para ofrecerlas como punto de referencia para una clase dirigente romana que sepa contrarrestar la caída de la república. La obra está ilustrada con numerosos ejemplos sacados de la vida diaria, de la mitología, de la literatura y de la historia griega y romana y su estilo algo descuidado obedece a la prisa con la cual fue escrito, pese a lo cual Michael Grant afirma que "el mismo Cicerón parece haber considerado este tratado como su testamento espiritual y su obra maestra."

## Posteridad
La influencia de esta obra es enorme. A pesar de que no es una obra cristiana, san Ambrosio, en el 390, declaró legítimo su uso para los cristianos, así como cualquier otra obra de Cicerón o del filósofo Séneca, popular en igual medida. San Ambrosio escribió un tratado del mismo nombre en tres libros, que fue la primera monografía sobre la ética cristiana. Durante el Medioevo el ensayo asumió autoridad moral: muchos de los padres de la Iglesia, tanto Agustín de Hipona, como Jerónimo de Estridón, y todavía más Tomás de Aquino, se familiarizaron con De officiis.
Prueba de ello es la enorme cantidad de copias de amanuenses sobrevivientes en las bibliotecas de todo el mundo, datadas de antes de la invención de la imprenta, solamente superadas por la obra del gramático latino Prisciano, con casi 900 copias de manuscritas conservadas. Después de la invención de la imprenta, De officiis fue el segundo libro impreso, precedido solamente por la Biblia de Gutenberg.

## Recursos y profundizaciones
- Por qué el De officiis de Cicerón (en Inglés) de Ben R. Schneider, Jr. Profesor emérito de inglés en la Lawrence University
- Marcus Tullius Cicero et al., Cicero: On Duties (Cambridge Texts in the History of Political Thought), Cambridge University Press, 21 de febrero de 1991
- Nelson, N. E., Cicero's De officiis in Christian Thought, University of Michigan Studies in Language and Literature, 10, (1933)